# Carabus pedemontanus
Carabus pedemontanus es una especie de insecto adéfago del género Carabus, familia Carabidae. Fue descrita científicamente por Ganglbauer en 1891.
Habita en Francia e Italia.